# Castillo (café)
Pour les articles homonymes, voir Castillo.
Le café Castillo  est une variété de café colombien.
Il est créé par le Centro Nacional de Investigaciones de Café (Cenicafé) afin de lutter contre la rouille du caféier (Hemileia vastatrix) qui touche la Colombie depuis 1983 et prévenir de l'anthracnose des baies du caféier (Colletotrichum coffeanum) qui sévit dans les zones caféières en Afrique. Le café Castillo doit son nom à Jaime Castillo Zapata, qui a découvert en 1983 la variété Colombia résistante à la rouille du café.
Cette variété est issue d'un croisement entre les variétés Caturra et l'Hybride du Timor. Outre sa résistance à la rouille du café et à l'anthracnose des baies du caféier, le café Castillo permet une meilleure productivité. La variété Castillo compte également sept variétés régionales (Castillo Naranjal, Castillo El Tambo, Castillo Santa Bárbara, Castillo El Rosario, Castillo La Trinidad, Castillo Paraguaicito et Castillo Pueblo Bello).
Sa culture est lancée en 2005,. Malgré sa plus forte productivité, il semble avoir la même qualité que les autres cafés colombiens. Par ailleurs, grâce à plus de cinq générations de croisement, la structure génétique du Castillo reste très proche de celle du Caturra, ce qui lui permet également de garder son parfum aromatique.